# Rebecca Chambers
Rebecca Chambers es un personaje ficticio de la serie de videojuegos de survival horror desarrollados por Capcom, Resident Evil. Es compañera de Billy Coen y también de Chris Redfield. Rebecca es una chica con dones, fue capaz de graduarse de la universidad a la edad de 18 años. Su experiencia en química y medicina le dio una posición en STARS. Se convirtió en el miembro más joven de la unidad, lo que le hacía ponerse nerviosa. Por esto, ella está dispuesta a obedecer y es conocida por tomar cualquier misión o trabajo que se le sea asignado sin cuestionar.

## Cita del personaje
- My name is Rebecca Chambers, but that's Officer Chambers to you! («Me llamo Rebecca Chambers, ¡pero es oficial Chambers para ti!».

Rebecca a Billy Coen cuando se conocen).

## Historia

### Resident Evil Zero
El 23 de julio de 1998 Rebecca Chambers fue enviada a las Montañas Arklay, como primera misión, a investigar una serie de sucesos caníbales. Durante la búsqueda del equipo Bravo en el área descubrieron los restos de una policía militar junto con los cadáveres de los guardias y el conductor, quienes cargaban documentos acerca de Billy Coen, un prisionero que era transportado a una base militar para ser ejecutado.
Después de una investigación a fondo del área, Rebecca Chambers descubrió un tren secreto que pertenecía a la Corporación Umbrella, el Ecliptic Express. Dentro del tren, Rebecca no tardó en encontrar pasajeros que habían sido ya transformados en zombis como resultado de un ataque horas antes. Rebecca pudo defenderse por un tiempo, y conoció al fugitivo Billy Coen. Después de ser testigo de la muerte de uno de los miembros de su equipo, Edward Dewey, así como de la aparición de animales mutados, Rebecca y Billy decidieron formar un equipo.
El tren comenzó a moverse de nuevo debido a manipulaciones de los operativos de Umbrella por parte de Albert Wesker y William Birkin.
Finalmente llegó al centro secreto de investigaciones de Umbrella. Rebecca y Billy se apoyaron el uno al otro durante el recorrido, superando algunas de las trampas y obstáculos, así como varias criaturas bioorgánicas que fueron criadas dentro del lugar. Estos eventos fortalecieron la confianza de Rebecca hacia Billy (ya que le salva la vida en más de un ocasión) hasta el punto de llegar a mentir a su propio comandante, Enrico Marini, cuando éste le preguntó si sabía algo sobre el paradero de Billy Coen.
Finalmente se encuentran un tranvía, el cual los conduce hacia otro laboratorio subterráneo de Umbrella. Aunque separados por un tiempo corto, ambos vuelven a encontrarse, abriéndose paso a los niveles subterráneos de las instalaciones. Conocen al verdadero culpable que estuvo detrás del brote, James Marcus, que era uno de los miembros fundadores de Umbrella, y fue traicionado por sus aprendices; pero revivió después de hacer simbiosis con sus sanguijuelas alteradas genéticamente, infectadas con el virus Progenitor. Marcus se transformó en una sanguijuela reina. A pesar de parecer inmune a las balas, Rebecca y Billy rápidamente descubrieron que Marcus era vulnerable al sol. Billy hizo de cebo mientras Rebecca abría la escotilla para exponer a Marcus a la luz solar, hecho que lo destruyó completamente. Posteriormente, Rebecca y Billy toman distintos caminos. Ella toma el collar de Billy como recuerdo de él y los eventos sucedidos.

### Resident Evil
El 24 de julio de 1998 Rebecca Chambers logró llegar a la Mansión Spencer; una vez allí encontró una habitación donde descansar, y se quedó completamente dormida. Minutos más tarde se encontró con Richard Aiken y ambos intentaron buscar a su capitán, Enrico, pero no tuvieron éxito. Sin embargo, mientras se dirigían al centro de la mansión fueron atacados por Yawn, una serpiente venenosa enorme. Rebecca estuvo a punto de morir, pero Richard la salvó recibiendo él el mordisco.
El equipo Alpha fue enviado para rescatar al equipo Bravo. Tiempo después, Rebecca se topó con Chris Redfield, uno de sus miembros, los dos hacen equipo. Rebecca contribuyó con su intelecto en situaciones que lo requerían, como en la manipulación de productos químicos, mientras que Chris la salvó en varias ocasiones.
Finalmente, ambos descubrieron que el líder del equipo Alpha, Albert Wesker, había sido el que había planeado todo el asunto y también era el responsable de la muerte de Enrico. No obstante, Chris y Rebecca, junto con Jill Valentine y Barry Burton, frustraron el plan de Wesker y derrotaron al BOW que había activado, de nombre Tyrant-002; Rebecca dijo a Chris que debían activar el mecanismo de autodestrucción del laboratorio que Wesker había instalado. Posteriormente, el Tyrant atacó de nuevo a los STARS; por suerte, el piloto del Equipo Alpha, Brad Vickers, dejó caer un lanzacohetes para terminar definitivamente con el monstruo, y así la bestia fue erradicada y los cuatro héroes lograron escapar antes de producirse la explosión en la Mansión Spencer en el helicóptero. 
En su regreso a la civilización Rebecca escribió un informe en donde describió detalladamente la falsa muerte de Billy Coen.

## Otras apariciones

### Resident Evil 5
Rebecca Chambers aparece como personaje jugable en la expansión de la quinta entrega, conocida como Resident Evil 5: Gold Edition; solamente puede ser empleada en el minijuego de los mercenarios, Mercenaries Reunion, junto con Barry Burton, Excella Gionne y Josh Stone. Es un personaje muy competente para jugar (sobre todo para principiantes) debido a su armamento muy completo que incluye ametralladora, escopeta y dos sprays de primeros auxilios

### Resident Evil: The Mercenaries 3D
Rebecca Chambers aparece en el videojuego para la videoconsola Nintendo 3DS. En Resident Evil: The Mercenaries 3D está equipada con su TMP y su lanzagranadas, es el único personaje que solamente posee dos armas en su inventario.

## Apariciones

### Videojuegos
| Título                                 | Año  | Rol            |
| -------------------------------------- | ---- | -------------- |
| Resident Evil                          | 1996 | Coprotagonista |
| Resident Evil: Director's Cut          | 1997 | Coprotagonista |
| Resident Evil (Remake)                 | 2002 | Coprotagonista |
| Resident Evil Zero                     | 2002 | Protagonista   |
| Resident Evil: Deadly Silence          | 2006 | Coprotagonista |
| Resident Evil: The Umbrella Chronicles | 2007 | Protagonista   |
| Resident Evil 5: Gold Edition          | 2009 | Jugable        |
| Resident Evil: The Mercenaries 3D      | 2011 | Protagonista   |
| Resident Evil HD Remastered            | 2015 | Coprotagonista |
| Resident Evil Zero HD Remastered       | 2016 | Protagonista   |

#### Películas
| Título                  | Año  | Rol          |
| ----------------------- | ---- | ------------ |
| Resident Evil: Vendetta | 2017 | Protagonista |

### Libros
| N.º | Título                                 | Rol            |
| --- | -------------------------------------- | -------------- |
| 1.  | Resident Evil: Zero Hour               | Protagonista   |
| 2.  | Resident Evil: The Umbrella Conspiracy | Coprotagonista |
| 3.  | Resident Evil: Caliban Cove            | Protagonista   |
| 4.  | Resident Evil: Underworld              | Protagonista   |

### Obras de Teatro
| N.º | Título               | Rol          |
| --- | -------------------- | ------------ |
| 1.  | Biohazard: The Stage | Protagonista |